# Cobbionema acrocerca
Cobbionema acrocerca är en rundmaskart som beskrevs av Nikolai Nikolaievich Filipjev 1922. Cobbionema acrocerca ingår i släktet Cobbionema och familjen Choniolaimidae. Inga underarter finns listade i Catalogue of Life.